# (7034) 1994 YT2
A (7034) 1994 YT2 a Naprendszer kisbolygóövében található aszteroida. Ueda Szeidzsi és Kaneda Hirosi fedezte fel 1994. december 25-én.